# Cavaliere solitario (serie televisiva)
Cavaliere solitario (The Loner) è una serie televisiva statunitense in 26 episodi trasmessi per la prima volta nel corso di una sola stagione dal 1965 al 1966.
È una serie del genere western ambientata negli anni immediatamente successivi alla guerra civile americana e incentrata sulle vicende di William Colton, interpretato da Lloyd Bridges, un cowboy solitario in viaggio verso il vecchio West.

## Trama
William Colton è un ex ufficiale dell'Unione in viaggio verso il West in cerca di una nuova vita.

## Personaggi e interpreti
- William Colton (26 episodi, 1965-1966), interpretato da Lloyd Bridges.
- Charlie (2 episodi, 1965-1966), interpretato da Ed Peck.
- Johnny Sharp (2 episodi, 1966), interpretato da Beau Bridges.
- Benneke (2 episodi, 1966), interpretato da John Doucette.
- Bob Pierson (2 episodi, 1966), interpretato da Pat Hingle.
- Philby (2 episodi, 1966), interpretato da Skip Homeier.
- Peggy (1 episodio, 1966), interpretata da Joyce Van Patten.
- Doc Fritchman (2 episodi, 1966), interpretato da James Whitmore.

## Produzione
La serie, ideata da Rod Serling, fu prodotta da Greenway Productions, Interlaken Productions, CBS Television Network e 20th Century Fox Television e girata nell'Iverson Ranch a Los Angeles in California. Le musiche furono composte da Nelson Riddle, Alexander Courage, Fred Steiner e Jerry Goldsmith.

### Registi
Tra i registi sono accreditati:
- Joseph Pevney in 6 episodi (1965-1966)
- Alex March in 4 episodi (1965-1966)
- Allen H. Miner in 4 episodi (1965-1966)
- Norman Foster in 2 episodi (1965-1966)
- Leon Benson in 2 episodi (1965)
- Paul Henreid in 2 episodi (1965)
- Don Taylor in 2 episodi (1965)

### Sceneggiatori
Tra gli sceneggiatori sono accreditati:
- Rod Serling in 26 episodi (1965-1966)
- Milton S. Gelman in 2 episodi (1965-1966)
- Norman Katkov in 2 episodi (1965-1966)
- Andy White in 2 episodi (1965-1966)
- Ed Adamson in 2 episodi (1966)

## Distribuzione
La serie fu trasmessa negli Stati Uniti dal 18 settembre 1965 al 12 marzo 1966 sulla rete televisiva CBS. In Italia è stata trasmessa con il titolo Cavaliere solitario.

## Episodi
| Stagione       | Episodi | Prima TV USA |
| -------------- | ------- | ------------ |
| Prima stagione | 26      | 1965-1966    |